# 孙昆山
孙昆山，中华人民共和国政治人物、外交官。1993年，接替周贤觉担任中华人民共和国驻多哥大使。1997年，由江康接任。次年，担任中华人民共和国驻刚果民主共和国大使。